# Heliconius praesignis
Heliconius praesignis är en fjärilsart som beskrevs av Hans Ferdinand Emil Julius Stichel 1919. Heliconius praesignis ingår i släktet Heliconius och familjen praktfjärilar. Inga underarter finns listade i Catalogue of Life.